# Todd Kelly (giocatore di football americano)
Todd Eric Kelly (Hampton, 27 novembre 1970) è un ex giocatore di football americano statunitense che ha giocato nel ruolo di linebacker per quattro stagioni nella National Football League (NFL). Fu scelto nel corso del primo giro (27º assoluto) del Draft NFL 1993 dai San Francisco 49ers. Al college ha giocato a football all’Università del Tennessee.

## Carriera professionistica
Kelly fu scelto nel corso del primo giro del Draft 1993 dai San Francisco 49ers. Nel suo primo anno disputò 14 partite, 5 delle quali come titolare, mettendo a segno un sack. Nella sua seconda stagione totalizzò 3,5 sack vinse il Super Bowl XXIX battendo i San Diego Chargers. L'anno successivo passò ai Cincinnati Bengals. A metà della stagione 1996 passò agli Atlanta Falcons, con cui si ritirò alla fine dell'anno.

## Vittorie e premi
- Super Bowl : 1 Vincitore del Super Bowl XXIX

## Statistiche
| Partite totali      | 45  |
| Partite da titolare | 6   |
| Sack                | 5,5 |
| Intercetti          | 0   |